# ماريو ليموس بيريس
ماريو ليموس بيريس هو عسكري وسياسي برتغالي، ولد في 30 يونيو 1930 في لاميغو في البرتغال، وتوفي في 22 مايو 2009 في لشبونة في البرتغال. انتخب Governor of Portuguese Timor ‏.